# La Villa de Los Santos
La Villa de Los Santos est un corregimiento et une ville de la province de Los Santos, au Panama.

## Histoire
Le 10 novembre 1821, la région déclare son indépendance vis-à-vis de l'Espagne, dans une manifestation connue sous le nom de Grito de la Villa (le « cri de La Villa »)[réf. souhaitée].